# Episodi di Bones (seconda stagione)
La seconda stagione della serie televisiva Bones è stata trasmessa in prima visione negli Stati Uniti d'America da Fox dal 30 agosto 2006 al 16 maggio 2007.
In Italia è stata trasmessa in anteprima assoluta da Rete 4 in due parti: (episodi 1-4) dal 27 agosto al 10 settembre del 2007, (episodi 5-22) dall'8 marzo al 21 giugno del 2008.
| nº | Titolo originale                         | Titolo italiano              | Prima TV USA      | Prima TV Italia   |
| -- | ---------------------------------------- | ---------------------------- | ----------------- | ----------------- |
| 1  | The Titan on the Tracks                  | Scambio di identità          | 30 agosto 2006    | 27 agosto 2007    |
| 2  | Mother and Child in the Bay              | Due scheletri nell'acqua     | 6 settembre 2006  | 27 agosto 2007    |
| 3  | The Boy in the Shroud                    | La rosa di Romeo e Giulietta | 13 settembre 2006 | 10 settembre 2007 |
| 4  | The Blonde in the Game                   | Il gioco del serial killer   | 20 settembre 2006 | 10 settembre 2007 |
| 5  | The Truth in the Lye                     | Un marito perfetto           | 27 settembre 2006 | 8 marzo 2008      |
| 6  | The Girl in Suite 2103                   | Immunità diplomatica         | 4 ottobre 2006    | 8 marzo 2008      |
| 7  | The Girl with the Curl                   | Piccole miss                 | 1º novembre 2006  | 15 marzo 2008     |
| 8  | The Woman in the Sand                    | La donna nel deserto         | 8 novembre 2006   | 15 marzo 2008     |
| 9  | Aliens in a Spaceship                    | Sepolti vivi                 | 15 novembre 2006  | 29 marzo 2008     |
| 10 | The Headless Witch in the Woods          | Il mistero del bosco         | 29 novembre 2006  | 5 aprile 2008     |
| 11 | Judas on a Pole                          | Il doppio volto della Fede   | 13 dicembre 2006  | 12 aprile 2008    |
| 12 | The Man in the Cell                      | Gli enigmi                   | 31 gennaio 2007   | 19 aprile 2008    |
| 13 | The Girl in the Gator                    | Pausa di primavera           | 7 febbraio 2007   | 26 aprile 2008    |
| 14 | The Man in the Mansion                   | Manomissione di prove        | 14 febbraio 2007  | 3 maggio 2008     |
| 15 | The Bodies in the Book                   | Delitto per delitto          | 14 marzo 2007     | 10 maggio 2008    |
| 16 | The Boneless Bride in the River          | La sposa nel fiume           | 21 marzo 2007     | 17 maggio 2008    |
| 17 | Priest in the Churchyard                 | Devozione cieca              | 28 marzo 2007     | 24 maggio 2008    |
| 18 | The Killer in the Concrete               | Sotto tortura                | 4 aprile 2007     | 31 maggio 2008    |
| 19 | Spaceman in a Crater                     | Mal di spazio                | 2 maggio 2007     | 7 giugno 2008     |
| 20 | The Glowing Bones in the Old Stone House | Ossa luminescenti            | 9 maggio 2007     | 14 giugno 2008    |
| 21 | Stargazer in a Puddle                    | Solo per amore               | 16 maggio 2007    | 21 giugno 2008    |

## Scambio di identità
- Titolo originale: The Titan on the Tracks
- Diretto da: Tony Wharmby
- Scritto da: Hart Hanson

### Trama
Bones e Booth si precipitano sul luogo di un deragliamento ferroviario, in cui ha perso la vita un senatore; sembra che un noto cestista si sia suicidato lanciandosi con l'auto sopra i binari. Sul posto è già arrivato il nuovo capo del Jeffersonian, Camille Saroyan, che stenta ad avere un rapporto costruttivo con i membri del laboratorio. Le indagini portano però al riconoscimento del cadavere ritrovato nell'auto, che è stato manipolato per assomigliare al noto giocatore di basket; il corpo appartiene invece ad un tossicodipendente. Resta quindi l'interrogativo di dove sia effettivamente l'uomo, che ha inscenato la sua morte. Grazie all'aiuto di sua moglie, si scopre che l'atleta era anche un grosso investitore di borsa che collaborava con un investigatore privato. Da qui partono alcune ricerche e grazie ad uno stratagemma, Booth otterrà una confessione: l'investigatore e l'atleta avevano collaborato per inscenare la scomparsa di quest'ultimo, sperando di ottenere forti somme di denaro dovute alla speculazione dei titoli in borsa; ma la morte del senatore nel deragliamento del treno, ha portato l'investigatore a disfarsi del suo socio temendo di essere scoperto, gettandolo dall'auto. Ora resterà paralizzato per tutta la vita su un letto d'ospedale, mentre per l'ex investigatore si aprono le porte del carcere.
- Altri interpreti: Marlon John (Pompiere), Jeremy Luke (Eddie Bean), Allison Dunbar (Brianna Lynch), Timothy Landfield (l'investigatore Dan Burroghs), Alex Hyde-White (l'investigatore Dietrich Hobbs), Jonell Kennedy (dottoressa Yolanda Lawrence), Sam Witwer (Michael Downs), Ann Cusack (Dianne Hochman), Ray Wise (Rick Turco), Christine Estabrook (Lisa Supek).
- Ascolti USA: telespettatori 8 610 000[1]
- Ascolti Italia: telespettatori 1 266 000 - share 6,33%[2]

## Due scheletri nell'acqua
- Titolo originale: Mother and Child in the Bay
- Diretto da: Jesús Salvador Treviño
- Scritto da: Stephen Nathan

### Trama
Nella baia del Delaware viene ritrovato il cadavere di una donna incinta scomparsa l'anno prima; ancora una volta le indagini vengono focalizzate sull'ex marito della vittima, ripetuto fedifrago e scagionato per mancanza di prove all'origine del fatto. Solo Bones sembra determinata a non puntare il dito contro l'uomo. Ma la scomparsa di quest'ultimo avvicina la curiosità di Booth alla nuova compagna dell'uomo, che, prima indicando di averlo conosciuto solo dopo la scomparsa della moglie, si scopre però averlo avvicinato già diverso tempo prima. Si teme un coinvolgimento della donna nell'omicidio della prima moglie quindi, ma le analisi dello staff e della dottoressa Saroyan, il cui rapporto con Bones stenta a decollare, sui resti della donna e del feto ritrovati, fanno giungere a ben altre conclusioni. Il feto ritrovato infatti è il corpicino di un neonato già nato e poi morto; grazie all'analisi del DNA e alla ricostruzione olografica di Angela, si può risalire alla vera madre: si tratta di un'amica della defunta, che in preda ad una crisi dovuta alla depressione, ha ucciso involontariamente il proprio figlio appena nato. Grazie alle sue abilità di veterinaria poi, ha avvicinato l'amica e, dopo averla uccisa, le ha prelevato il bambino ormai pronto a venir alla luce, scambiandolo con il proprio. Nel frattempo il padre biologico è stato ritrovato e, dopo aver ammesso di essere scappato solo per timore del giudizio di tutti quanti, ha potuto riabbracciare il proprio figlio ed essere scagionato da ogni accusa.
- Altri interpreti: Ty Panitz (Parker), Tangie Ambrose (Faith Davis), Shane Johnson (Kyle Richardson), Sean McGowan (Drew), Kirsten Potter (Mary Corbis), Kate Norby (Karen Tyler), Jessica Capshaw (Rebecca Stinson), Jessica Wright (Tina Holmes), Jeff Austin (Michael Jules), Caryn West (Patricia Campbell), Bruce French (Dennis Campbell), Adam Lieberman (l'agente Sanders dell'FBI).
- Ascolti USA: telespettatori 9 130 000[3]
- Ascolti Italia: telespettatori 1 330 000 - share 7,48%[2]

## La rosa di Romeo e Giulietta
- Titolo originale: The Boy in the Shroud
- Diretto da: Sanford Bookstaver
- Scritto da: Gary Glasberg

### Trama
Il ribaltamento di un camion della nettezza urbana consente di ritrovare il cadavere decomposto di un adolescente che era scomparso qualche tempo prima. Questi è avvolto in un lenzuolo e tiene tra le mani una rosa. Angela riesce a ricostruire i tratti del volto, permettendo il riconoscimento nel database nazionale. Assieme al ragazzo è scomparsa anche una sua coetanea e conoscente che diventa la principale sospettata. Le indagini si spostano sulla famiglia della ragazza che viveva in affidamento. Quando quest'ultima viene ritrovata, tenta di addossarsi la colpa dell'omicidio, ma le prove sulla scena del delitto non collimano con la versione data dalla sospettata. Il detective scopre che la ragazza stava tentando di proteggere il fratello addossandosi la colpa;  il ragazzino, per paura di restare solo senza la sorella, ha provocato la morte dell'adolescente spingendolo da una finestra dopo averlo colpito a quindici metri di altezza. La sensibilità di Bones verso il caso, anche lei proviene da una famiglia che l'ha adottata, la porta a comunicare con il nuovo capo stabilendo un punto d'incontro che le porterà a collaborare in futuro.
- Altri interpreti: Scott Leavenworth (Carter), Kim Staunton (Suzanne Lawler), Tara Karsian (la figlia di Dianne), Dylan McLaughlin (Alex Morris), Tom Choi (agente dell'FBI), Brandon Smith (ragazzo numero 1), Pamala Tyson (Fran Duncan), Kathleen Gati (Mrs. Krane), Jon Sklaroff (Kevin Duncan), William Bumiller (Mr. Krane), Leah Pipes (Kelly Morris).
- Ascolti USA: telespettatori 8 590 000[4]
- Ascolti Italia: telespettatori 1 375 000 - share 5,52%[5]

## Il gioco del serial killer
- Titolo originale: The Blonde in the Game
- Diretto da: Bryan Spicer
- Scritto da: Noah Hawley

### Trama
Una persona a spasso con il suo cane ritrova in mezzo ad un bosco il cadavere di una ragazza scomparsa; ad una prima analisi lo staff di Bones scopre che il modus operandi è lo stesso di una loro vecchia conoscenza, il serial killer Epps. Le indagini si complicano però quando si scopre che un osso del cadavere rinvenuto non fa parte dello stesso, ma appartiene ad una seconda vittima a cui Bones e Booth arrivano grazie ad una serie di indizi che il serial killer lascia, facendosi aiutare inconsapevolmente anche da sua moglie che recapita messaggi ad una casella postale. Nel secondo cadavere viene infatti ritrovato un medaglione appartenente ad una terza ragazza; Angela e Hodgins scoprono delle tracce di sostanze dovute alla disinfezione dall'antrace negli uffici postali e quindi collegano l'aiutante di Epps con un postino: questo permette a Bones e Booth di arrivare in tempo in un ufficio postale dismesso e salvare la ragazza; Bones, con un colpo di pistola, uccide il secondo serial killer (che altro non è che la persona col cane che ha rinvenuto il primo cadavere, sapendo da Epps dove si trovava) mentre sta per colpire Booth.
- Altri interpreti: Christie Lynn Smith (Caroline Epps), Jim Jansen (Grant Hathaway), Gregory Scott Cummins (Henry Gerber), Tarah Paige (Helen Majors), Rodney Lane Holland (Gil Lappin), Dohn Norwood (Ranger), Irene Roseen (Suora Karen Dunne).
- Ascolti USA: telespettatori 7 550 000[6]
- Ascolti Italia: telespettatori 1 230 000 - share 5.61%[5]

## Un marito perfetto
- Titolo originale: The Truth in the Lye
- Diretto da: Stephen DePaul
- Scritto da: Scott Williams

### Trama
Un elettricista di mezza età viene ritrovato liquefatto in una vasca da bagno piena di acidi posizionata in un cantiere. Lo staff del Jeffersonian, dopo un'attenta analisi, riesce a dare un volto al malcapitato, scoprendo che questi è poligamo e possiede due famiglie in due città differenti. Le due mogli diventano quindi le principali sospettate ma, dopo avere verificato la loro estraneità ai fatti, le indagini proseguono con l'analisi di un fermacapelli ritrovato nella vasca. Si tratta di un oggetto che appartiene ad una terza donna incinta della vittima, ma anch'essa si dichiara innocente. Una capsula dentaria ritrovata sul luogo dell'omicidio consente al detective di collegare il capocantiere all'omicidio dell'uomo, di cui era creditore di diverse migliaia di dollari; l'omicidio avvenne per un colpo alla testa, che a causa della fragilità ossea del malcapitato risultò fatale. L'insabbiamento del suicidio dentro la vasca però, è da attribuire anche alle donne che avevano scoperto il doppio gioco del marito e volevano fargliela pagare.
- Altri interpreti: Bruce Nozick (Pete Valera), Keri Lynn Pratt (Chloe), Bridger Palmer (Ray Seever), Susan Santiago (Lila Turner), Nathan Dean (l'agente Charlie), Melinda McGraw (Gail Seever), Jessica Capshaw (Rebecca Stinson).
- Ascolti USA: telespettatori 7 800 000[7]
- Ascolti Italia: telespettatori 1 090 000 - share 4,55%[8]

## Immunità diplomatica
- Titolo originale: The Girl in Suite 2103
- Diretto da: Karen Gaviola
- Scritto da: Christopher Ambrose

### Trama
Un'esplosione distrugge una sala conferenze dove è presente una donna colombiana; è un giudice che da anni collabora con gli Stati Uniti contro la lotta al narcotraffico. Bones, Booth e lo staff del Jeffersonian cercano subito di ricostruire i resti delle persone ritrovate e appare subito evidente la presenza di una cameriera estranea, morta anch'essa nell'esplosione a cui si attribuisce in un primo momento la responsabilità dell'attentato. Il detective scopre che sia il figlio del giudice, sia il marito hanno avuto una storia con questa ragazza e le indagini si spostano inevitabilmente su di loro; i due però godono dell'immunità diplomatica e Booth non li può arrestare. Saranno i collaboratori di Bones a trovare la soluzione: visionando un filmato di sicurezza, scoprono che la cameriera è stata strangolata con un foulard. Scoprono anche che, nel tentativo di mascherare l'omicidio, il giudice ha dato fuoco alla scena del delitto, ignorando però che la stanza stava per essere ritinteggiata e che al suo interno conteneva numerosi vernici; i fumi hanno dato luogo all'esplosione. La donna alla luce di queste accuse rifiuta l'immunità per paura di essere uccisa dal cartello della droga nel suo paese e accetta un processo su suolo americano.
- Altri interpreti: Cerina Vincent (Denise, la cameriera), Danny Woodburn (Alex Radziwell), Bertila Damas (il giudice Dolores Ramos), Laura Leigh Hughes (Jill Winokur), Andres Londono (Antonio Ramos), Carlos Lacamara (Juan Ramos), John Kassir (Lawrence Melvoy).

- Ascolti USA: telespettatori 8 100 000[9]
- Ascolti Italia: telespettatori 954 000 - share 4,70%[8]

## Piccole miss
- Titolo originale: The Girl with the Curl
- Diretto da: Thomas J. Wright
- Scritto da: Karine Rosenthal

### Trama
Una reginetta di bellezza di soli nove anni viene ritrovata completamente decomposta nell'impianto di depurazione acque della città. I sospetti, dopo aver sentito la madre, cadono sull'ex marito e padre della bambina, il quale ha ripetutamente tentato di ottenere la custodia della piccola, affermando di essere disposto a tutto pur di non lasciare la bambina alla madre. Anche quest'ultima non viene esclusa dalle indagini, in quanto sospettata di fare subire alla figlia trattamenti di bellezza non adatti ad una bambina; ma per entrambi, i sospetti cadono di fronte ai loro alibi. Ancora una volta, l'aiuto dello staff del Jeffersonian sarà determinante nel riuscire a ricomporre il luogo dell'omicidio; grazie ad un'attenta analisi delle ulteriori prove raccolte, è ora possibile dare un'identità all'omicida: si tratta di un'altra piccola miss del concorso, coetanea della vittima, che per futili motivi ha spinto l'amica facendola cadere rovinosamente in un parcheggio, causandone la morte. La paura di rimproveri, vista la tenera età, ha fatto sì che l'evento fosse tenuto nascosto.
- Altri interpreti: Jenny Stewart (partecipante al concorso), Kali Rocha (Jackie Swanson), Amanda Carlin (Donna Farrell), Mary Gordon Murray (Charlotte Craft), Madison Davenport (Megan), Ariel Winter (Liza), Grace Fulton (Hailey Farrell), Lisa Thornhill (Kristen Mitchell), Jason Matthew Smith (Dave Swanson), Emerica Elan Rogers (Brianna Swanson), Kyle Gallner (Jeremy Farrell).
- Ascolti USA: telespettatori 7 330 000[10]
- Ascolti Italia: telespettatori 1 011 000 - share 4,76%[11]

## La donna nel deserto
- Titolo originale: The Woman in the Sand
- Diretto da: Kate Woods
- Scritto da: Elizabeth Benjamin

### Trama
A pochi chilometri da Las Vegas, le ossa di una giovane ragazza vengono ritrovate abbandonate accanto a quelle di un noto giudice scomparso diversi anni prima. La squadra del Jeffersonian deve appurare se le vittime sono state ritrovate vicino solo per casualità, o se le loro morti hanno in comune lo stesso omicida. Bones e Booth usano una copertura da novelli sposi per indagare nel mondo delle scommesse e degli incontri clandestini, che li porterà ad assistere ad un incontro dove Booth si improvviserà pugile. Bones, dopo aver scommesso molti soldi sulla vittoria del suo collega, deve ora ritirare la somma vinta, ma chi vince parecchi soldi infatti viene fatto sparire da un noto proprietario di casinò che non intende perdere grosse somme di denaro. È qui che Booth esprime la sua grande dote di comunicatore e, riuscendo a convincere il complice incaricato dell'esecuzione, un noto pugile degli anni novanta, smaschera la mente che tesse i fili dei combattimenti, che viene arrestato.
- Altri interpreti: Jason Windt (il capo di Pit), Aaron D. Spears (l'agente Walt Sugarman), Shontae Saldana (Marisol Diaz), John Marshall Jones (Joe Noland), Nelson Lee (l'agente speciale Eric Zhang), Tom Billett (l'arbitro), Dawn Maree (lo speaker), Theo Rossi (Nick Arno), Joe Cortese (Lou Mackey), Karl Makinen (Frank Daniels), Chad Todhunter (Don Morgan).
- Ascolti USA: telespettatori 7 520 000[12]
- Ascolti Italia: telespettatori 1 152 000 - share 4,75%[11]

## Sepolti vivi
- Titolo originale: Aliens in a Spaceship
- Diretto da: Craig Ross Jr.
- Scritto da: Janet Tamaro

### Trama

Jack Hodgins (in secondo piano) e Temperance "Bones" Brennan (primo piano) sepolti vivi in una macchina mentre cercano di inviare un SMS all'FBI per cercare di salvarsi

Bones e il suo staff sono sulle tracce di un serial killer, chiamato "Il Becchino", che rapisce le sue vittime e le tumula vive; solo dopo il pagamento di un riscatto, l'omicida rivela l'esatta ubicazione della sepoltura. Il Jeffersonian sta seguendo le vicende di questo killer a causa del ritrovamento di due cadaveri sotterrati in una cisterna, appartenenti a due giovani ragazzi rapiti cinque anni prima e la cui famiglia non aveva pagato il riscatto. Jack, dopo aver esaminato i reperti, scopre un indizio fondamentale e corre a dirlo a Bones, ma Il Becchino ha già tramortito la dottoressa e lo investe con l'auto. Dopo alcune ore i due si risvegliano nell'auto che è stata seppellita sottoterra. Jack ha un'articolazione della gamba slogata e Bones decide quindi di aprire la gamba per far diminuire la pressione, in modo che Jack non consumi troppo in fretta l'ossigeno. Nel frattempo Booth riceve un messaggio dal Becchino che gli dice che deve pagare 8 milioni di dollari come riscatto per riaverli. Nel frattempo nell'auto l'operazione è riuscita, ma Jack è svenuto dal dolore. Quando questi rinviene, lui e Bones cominciano a cercare di non morire soffocati. I due bucano le ruote dell'auto per ricavare un po' di ossigeno e inoltre Jack riesce, tramite una reazione chimica, a produrre ossigeno mischiando vari elementi che Bones aveva nella sua borsa. Nel frattempo Booth pensa che il Becchino non sia altri che lo scrittore che ha scritto la biografia sullo stesso assassino e quindi lo minaccia di morte se Bones e Hodgins non verranno liberati. Intanto Bones nell'auto è riuscita a collegare la batteria dell'auto al suo cellulare, per poter mandare un messaggio di aiuto ai suoi colleghi. Bones accende l'auto e Jack riesce per un soffio a inviare il messaggio composto solo da numeri. Booth lo riceve e tutto il team del Jeffersonian comincia a interrogarsi sul significato della comunicazione. Dopo diverso tempo Zack capisce che i numeri corrispondono agli elementi sulla tavola periodica e, cercando un terreno che possiede tutti quegli elementi, scopre che si tratta di una cava vicino a Washington. Intanto nell'auto sepolta Bones ha un'idea per cercare di liberarsi: fare esplodere l'auto mettendo gli esplosivi dell'airbag nel motore, sperando che lo sbalzo li faccia uscire dal veicolo senza ucciderli sul colpo. Jack accetta la proposta, in quanto l'aria scarseggia e collegano l'esplosivo al motore. Dopo essersi detti addio lo fanno esplodere. Da fuori Booth vede una nuvola di fumo uscire dalla sabbia e corre a scavare, sotto quasi un metro di macerie ci sono Jack e Bones in fin di vita. Vengono portati in ospedale ma vengono presto dimessi per le loro condizioni di salute ottime. Il Becchino è ancora a piede libero e Booth si promette che un giorno lo troverà.
- Altri interpreti: Charles Mesure (Pete Sanders), Benito Martinez (Thomas Vega), James McDonnell (James Kent), Rich McDonald (Pennsylvania State Trooper), Julie Ann Emery (Janine O'Connell), Salli Richardson-Whitfield (assistente del Procuratore Kim Kurland).
- Ascolti USA: telespettatori 7 830 000[13]
- Ascolti Italia: telespettatori 877 000 - share 7.65%[14]

## Il mistero del bosco
- Titolo originale: The Headless Witch in the Woods
- Diretto da: Tony Wharmby
- Scritto da: Karine Rosenthal e Stephen Nathan

### Trama
Un guardia boschi trova il cadavere decapitato di un giovane scomparso l'anno precedente. Bones e Booth sono al lavoro per cercare l'artefice di questo efferato gesto. Lo staff del Jeffersonian scopre che il ragazzo era un provetto regista e nella sera della sua morte stava girando un documentario sulle leggende del bosco. Con lui erano presenti l'amico e la fidanzata; dapprima le indagini si concentrano su questi, ma la totale mancanza di prove che fa crollare i loro moventi, porta Booth a sospettare del fratello maggiore della vittima, grazie ad un lampo di genio di Hodgins che fa ritrovare l'arma del delitto da cui si può estrarre un secondo DNA. Booth può adesso compiere l'arresto, mentre il fratello è in compagnia di Bones, il quale può solo spiegare, di fronte all'evidenza, i motivi del suo tragico gesto: voleva aiutare il fratello a creare un documentario realistico, impersonando i panni di una strega famosa nelle leggende di quel luogo, ma per futili motivi, dopo una discussione, quella sera ha colpito il fratello uccidendolo. Non gli restava altro da fare che completare l'opera, attribuendo alla leggenda la morte del ragazzo. Jack e Angela ricontrollando il video, vedono il fantasma della strega, ma si convincono che sia solo un effetto di luce, anche se i due sono davvero spaventati.
- Altri interpreti: Kristoffer Polaha (Will Hastings), Jake Richardson (Brian Andrews), Michael Trevino (Graham Hastings), Amanda Fuller (Lori Mueller), Paul Terrell Clayton (Doug Edison), Joshua Leonard (Nate Gibbons), Angel Oquendo (un'infermiera).
- Nota. La trama dell'episodio ricorda quella del film The Blair Witch Project.
- Ascolti USA: telespettatori 8 660 000[15]
- Ascolti Italia: telespettatori 1 162 000 - share 8,01[16]

## Il doppio volto della fede
- Titolo originale: Judas on a Pole
- Diretto da: David Duchovny
- Scritto da: Hart Hanson

### Trama
Il cadavere di un uomo viene ritrovato crocifisso e bruciato sul tetto di un palazzo dove vengono custoditi i testimoni in attesa di processo. Booth pensa che si tratti di un regolamento di conti, ma le analisi svolte dal Jeffersonian dimostrano che il cadavere appartiene ad un ex agente dell'FBI che in passato era stato coinvolto con un altro collega, morto anch'esso, nell'arresto di un esponente pacifista che poteva minare le basi politiche di allora. Partono quindi le ricerche e un vecchio amico del padre, ora diventato prete, si mette in contatto con Bones e con suo fratello per cercare di convincerli a desistere dal proposito di cercare il loro genitore. Booth scopre che Russ ha passato il confine dello stato pur essendo in libertà vigilata e lo mette in guardia sulle conseguenze delle sue azioni. Poco dopo qualcuno tenta di assassinare proprio quest'ultimo. La riesumazione del secondo agente implicato nell'arresto consente di dimostrare che le modalità di uccisione non coincidono con quelle redatte dall'FBI e il presunto assassino viene scarcerato dopo anni. Booth viene sospeso dal servizio dal suo superiore, un ex cecchino, che si scoprirà, in seguito, implicato nell'omicidio. Il prete infatti è il padre di Bones, che in passato aveva derubato una cassetta di sicurezza contenente le prove dell'innocenza del pacifista; qualcuno stava tentando di uccidere i suoi figli come ripicca e lui si era fatto vendetta da solo. Dopo avere consegnato le prove a Bones, scappa insieme al figlio. Di fatto, dopo essere state revisionate, le prove hanno permesso il reintegro di Booth, ma prima di sparire, il padre di Bones ha compiuto un'ultima vendetta, uccidendo con le stesse modalità del primo cadavere, anche il capo di Booth.
- Altri interpreti: Patricia Belcher (Caroline Julian), Loren Dean (Russ Brennan), Ryan O'Neal (Max Keenan), Barbara Williams (Barbara Harper), Bryan Cuprill (Dan Burridge), Kathy Reichs (Professoressa Constance Wright), Lou Beatty Jr. (Marvin Beckett), Madison Mason (Giudice Ted Kemper), Ryan Cutrona (Kirby).
- Ascolti USA: telespettatori 8 620 000[17]
- Ascolti Italia: telespettatori 979 000 - share ?[18]

## Gli enigmi
- Titolo originale: The Man in the Cell
- Diretto da: Jesus Salvador Trevino
- Scritto da: Noah Hawley

### Trama
Un vasto incendio nella cella di Howard Epps, l'assassino seriale che ha più volte coinvolto con i suoi enigmi lo staff del Jeffersonian, fa pensare alla sua possibile morte. Ma i resti ritrovati appartengono al cadavere di uno dei pompieri corsi in suo aiuto. Inizia una spietata caccia all'uomo, mentre Epps miete vittime in continuazione, lasciando numerosi enigmi sui luoghi degli omicidi; questi enigmi porteranno Camille in fin di vita, dopo aver inalato polveri pericolose dalla testa dell'ex moglie, mentre tentava di scoprire quanti più indizi possibili per cercare di fermarlo. La determinazione degli agenti, che intuiscono chi sarà la prossima vittima, li porterà per tempo a casa di Bones, riuscendo a salvarla; l'assassino tenta di lanciarsi dalla finestra a quindici metri di altezza, riuscendo nel suo intento di suicidio solo quando Booth, senza più forze, lo lascia cadere nel vuoto dopo aver tentato di salvarlo. A causa del suo completo coinvolgimento nel caso, Booth decide di lasciare Cam.
- Altri interpreti: Ty Panitz (Parker), Heath Freeman (Howard Epps), Christie Lynn Smith (Caroline Epps), Giovannie Pico (Rose Alipio), Janet Tamaro (reporter televisiva), Kathy Lamkin (Marianne Epps), Mik Scriba (Warden T.C. Everett), Pancho Demmings (l'agente Jay Ramirez), Sandra Purpuro (Dottoressa Barbara Young).
- Ascolti USA: telespettatori 12 400 000[19]
- Ascolti Italia: telespettatori 950 000 - share 6,38%[20]

## Pausa di primavera
- Titolo originale: The Girl in the Gator
- Diretto da: Allan Kroeker
- Scritto da: Scott Williams

### Trama
Booth, mentre si trova in compagnia di Bones, perde il controllo fuori da un fast food e se la prende con un camioncino dei gelati, scaricando la propria pistola sul clown che fa da mascotte al furgone. Booth viene quindi sottoposto a supervisione di uno psichiatra e a Bones viene assegnato un agente temporaneo di nome Sullivan. La nuova coppia deve indagare sulla morte di una studentessa che è stata in seguito ingoiata da un alligatore, nelle paludi della Florida. I sospetti cadono inizialmente su un agente pubblicitario che procura quindici minuti di notorietà alle ragazze che gli si presentano, tramite un sito di spogliarelli. Ma la realtà viene a galla quando emergono delle prove schiaccianti, che inchiodano un pastore protestante allontanato dalla sua chiesa, il quale avrebbe accolto nel suo furgone la ragazza scaricata dall'agente pubblicitario e l'avrebbe poi uccisa con il manico del cambio a causa del rifiuto nei suoi confronti; per finire poi, l'avrebbe gettata nella palude. Parallelamente Booth, a indagine conclusa, riceve l'ok dello psichiatra per tornare in servizio.
- Altri interpreti: Stephen Fry (Gordon Wyatt), Eddie McClintock (Tim Sullivan), Alex Winter (Monte Gold), Eamonn Roche (Lloyd), French Stewart (Isaac Horn), Jami Miller (Judy Dowd), John Lacy (EddBill Dowd), John Maynard (l'uomo del carretto dei gelati), John Eric Bentley (il ranger della Florida), Kelly Kruger (Abigail Sims).
- Ascolti USA: telespettatori 12 570 000[21]
- Ascolti Italia: telespettatori 873 000 - share 6,15%[22]

## Manomissione di prove
- Titolo originale: The Man in the Mansion
- Diretto da: Dwight H. Little
- Scritto da: Christopher Ambrose

### Trama
Lo staff del Jeffersonian sta indagando sulla morte di uno dei ricchi benefattori del Jeffersonian. Si scoprirà in seguito che Hodgins in passato è stato coinvolto sentimentalmente con la moglie della vittima e, tentando di nascondere la sua vicinanza per non perdere il caso, nasconde delle prove fotografiche. Questo procura non pochi danni al resto dello staff, che nel frattempo, grazie agli indizi raccolti proprio dallo stesso Hodgins, ha un possibile omicida e un movente: si tratta del gestore del luogo dove si ritrovavano i ragazzi disadattati del quartiere, finanziato dalla vittima, sembra che avesse sequestrato della droga ad un ragazzo. È chiaro che il gestore, con un passato da eroinomane, resta il principale indagato. La difesa, grazie alla manomissione provocata da Hodgins, tenta di invalidare il processo, ma viene alla luce una nuova prova, che inchioderà l'uomo assicurandolo alla giustizia.
- Altri interpreti: Patricia Belcher (Caroline Julian), Stephen Fry (Gordon Wyatt), Eddie McClintock (Tim Sullivan), Ernie Hudson (David Barron), Nathan Dean (Agente Charlie Burns), Emeka Nnadi (Alan Simmons), James Earl (l ragazzo di colore che testimonia in tribunale), James Hiroyuki Liao (l'assistente del Coroner), Jesse D. Goins (il giudice), Meredith Monroe (Clarissa Bancroft), Reid Scott (Robert Frasier).
- Ascolti USA: telespettatori 12 280 000[23]
- Ascolti Italia: telespettatori 922 000 - share 7,08%[24]

## Delitto per delitto
- Titolo originale: The Bodies in the Book
- Diretto da: Craig Ross Jr.
- Scritto da: Karine Rosenthal

### Trama
Bones e Booth assistono al ritrovamento di un corpo ucciso secondo le modalità presenti nel libro che Bones ha appena pubblicato. Lo sconcerto sopraggiunge quando anche un secondo cadavere ritrovato ha lo stesso modus operandi descritto nel libro. La squadra sospetta inizialmente di un fan ossessivo di Bones, ma dopo essersi ferito in una colluttazione, sviene alla vista del sangue, capendo che non può essere lui. Intanto analizzandolo i due cadaveri si scopre che sono stati uccisi con un metodo diverso per quanto : decisamente strano per un serial killer, abituato a seguire uno schema. Quando anche l'editrice di Bones viene assassinata, allo staff del Jeffersonian risulta chiaro di trovarsi di fronte a tre killer ben distinti, che cercano di mascherare i loro delitti utilizzando il libro. Ma è grazie all'FBI, che rintraccia le identità di tre fan iscritti ad una chat per romanzi gialli, coincidono giusto con i primi indiziati di ogni delitto, che la situazione si fa più chiara: d'accordo, i tre uomini hanno ucciso seguendo il libro, per sperare di farla franca, mascherati dal modus operandi descritto nel romanzo. Booth effettua gli arresti: si tratta del cognato della prima vittima, del marito della seconda e dell'aiutante della terza ed ultima vittima, editrice di Bones.
- Altri interpreti: Eddie McClintock (Tim Sullivan), Chris Conner (Oliver Laurier), Colby French (Greg Braley), Darby Stanchfield (Connie Lopata), Jonathan Slavin (Hank Belden), Seasn Patrick Murphy (un agente forense), Steve Braun (Ashton Keller), Ted Lyde (un agente), Valerie Pettiford (Ellen Laskow).
- Ascolti USA: telespettatori 10 360 000[25]
- Ascolti Italia: telespettatori 654 000 - share 6,80%[26]

## La sposa nel fiume
- Titolo originale: The Boneless Bride in the River
- Diretto da: Tony Wharmby
- Scritto da: Gary Glasberg

### Trama
La squadra dell'FBI trova un baule in un fiume contenente il cadavere senza ossa di una donna asiatica. Successivamente si scopre che la donna, il cui visto era stato rilasciato qualche tempo prima, era negli Stati Uniti D'America per unirsi in matrimonio; il promesso marito diviene subito il principale indiziato: Booth corre ad interrogarlo, ma lui scappa e fa perdere le sue tracce. Viene alla luce anche un rituale cinese, che permette ai giovani cinesi morti celibi, di potere essere tumulati con le ossa di una giovane donna, promessa sposa per l'aldilà. Grazie ad un antropologo cinese che sta studiando il rituale, la squadra riesce ad avvicinarsi ad una famiglia che sta praticando questo rituale: quest'ultima resta molto diffidente e si rifiuta di collaborare; ma finalmente il promesso sposo della vittima viene catturato e, con grande stupore degli agenti, confida che aveva rifiutato la moglie e quindi è stato rimborsato: di sicuro l'impresa matrimoniale ha perso molto denaro e diviene la principale indiziata dell'omicidio, la famiglia paga una cospicua somma per ricevere le ossa di una promessa moglie da tumulare, per avere rivenduto, e prima, quindi, ucciso, la povera donna. Il ritrovamento di un veleno nel frigo della direttrice dell'impresa la inchioda e Booth può effettuare l'arresto. Bones rifiuta di andare via con Sully, che salpa verso l'orizzonte con la sua nuova barca, "Temperance".
- Altri interpreti: Eddie McClintock (Tim Sullivan), Alice Lo (Mary Chang), Bob Lem (Eric Chang), Deborah Theaker (Jackie Burrows), Eric Stonestreet (il poliziotto che mostra il ritrovamento del corpo), J.P. Pitoc (Drew Harper), James Hong (Joseph Han), Leonard Wu (Nelson Han), Lucille Soong (Mai Zhang), Michael Paul Chan (Shi Jon Chen).
- Ascolti USA: telespettatori 10 470 000[27]
- Ascolti Italia: telespettatori 911 000 - share 6,83%[28]

## Devozione cieca
- Titolo originale: Priest in the Churchyard
- Diretto da: Scott Lautanen
- Scritto da: Lyla Oliver

### Trama
In un cimitero, vicino ad una piccola parrocchia, una tubatura dell'acqua saltata dissotterra tutte le bare; ma tra i cadaveri, tutti risalenti al primo novecento, vi è anche un cadavere molto più recente, tumulato da soli pochi anni. Lo staff del Jeffersonian scopre che le spoglie appartengono al precedente parroco, che ha abbandonato la chiesa senza motivo qualche anno prima. Essendo le tombe ricche di gioielli di molto valore, viene accusato un ex tossico facente parte della comunità di fedeli che ruota attorno alla parrocchia; il ragazzo confessa il furto, ma non l'omicidio, e Booth gli crede. Una visita alla chiesa da parte di Bones porta alla scoperta dell'arma del delitto: il sacro calice usato per le funzioni. L'indagine si sposta quindi sul prete più anziano, che non vede di buon occhio l'arrivo di preti più giovani che un giorno lo andranno a sostituire. Il vecchio prete in un primo tempo confessa l'omicidio, ma Booth non si lascia ingannare e scopre il tentativo di coprire una donna della comunità, allevata fin da piccola dal prete. Questa, portata nella stanza degli interrogatori, viene confessata dal parroco e ammette di avere agito in quel modo perché convinta della colpevolezza di pedofilia del prete più giovane: intendeva dargli una lezione, ma esagerando con una dose di veleno l'ha ucciso accidentalmente e quindi, per non rischiare, lo ha finito colpendolo con il calice e inscenando il suo abbandono del sacerdozio. Nel corso del caso, la mancata partenza di Bones con Sully genera incomprensioni con Booth, ma poi i loro litigi sono interrotti grazie all'intervento del dottor Wyatt. 
- Altri interpreti: Stephen Fry (Gordon Wyatt), David Burke (Padre Matthew Sands), George Coe (Padre William Donlan), Johnny Lewis (Enzo Falcinella), Soren Fulton (James Levay), Wendy Braun (Lorraine Bergin).
- Ascolti USA: telespettatori 10 580 000[29]
- Ascolti Italia: telespettatori 738 000 - share 9,22%[30]

## Sotto tortura
- Titolo originale: The Killer in the Concrete
- Diretto da: Jeff Woolnough
- Scritto da: Dean Widenmann

### Trama
In una struttura dell'FBI, un cane ritrova lo scheletro di una persona scomparsa da diverso tempo. Le indagini portano all'identità della vittima, che sembra collaborasse con la mafia. La modalità di uccisione rispecchia il modus operandi di un'altra persona implicata con la mafia, uccisa diversi anni prima durante uno scontro con una cacciatrice di taglie mandata dal governo, ma il corpo non è mai stato ritrovato: è stato possibile recuperare solo una gamba mozzata nell'incidente. Lo staff del Jeffersonian stabilisce che la gamba appartiene al secondo mafioso, ma quando si scopre che è stata amputata con strumenti e non in seguito ad un incidente, la cacciatrice di taglie diviene la prima sospettata. È chiaro che l'uomo, d'accordo con la donna, ha inscenato la sua morte; le voci cominciano a circolare, ed ora anche il capomafia, che nel frattempo ha catturato Booth, è sulle sue tracce. Grazie all'aiuto del padre ricercato di Bones ed all'intuito dello staff del Jeffersonian, è possibile risalire ad una vecchia fabbrica abbandonata, luogo usato dal mafioso per i sequestri. La squadra Swat irrompe e salva Booth, assicurando il mafioso alla giustizia. Il padre di Bones, grazie all'aiuto della figlia, fugge per l'ennesima volta.
- Ascolti USA: telespettatori 10 530 000[31]
- Ascolti Italia: telespettatori 889 000 - share 9,57%[32]

## Mal di spazio
- Titolo originale: Spaceman in a Crater
- Diretto da: Jeannot Szwarc
- Scritto da: Elizabeth Benjamin

### Trama
In un campo, ad un miglio dalla costa, un corpo umano si disintegra al suolo. È evidente che si tratta di un uomo senza paracadute lanciato da oltre quattrocento metri di altezza. La squadra si mette subito al lavoro e, dopo avere analizzato le prove, scorge un'anomalia ossea nei resti; questo fa presupporre che il cadavere sia un astronauta rimasto per parecchio tempo in assenza di peso. Vengono interrogati la moglie e l'amico allievo astronauta che stava addestrando, ma manca un movente per accusarli. Anche una bizzarra società per viaggi spaziali viene sentita, ma ancora una volta Booth brancola nel buio. Una svolta avviene quando lo staff del Jeffersonian scopre che le ossa del defunto erano sottoposte ad una cura sperimentale per la ricostruzione minerale, volta a contrastare gli effetti dell'assenza di gravità; la cura procedeva con ottimi risultati e l'astronauta sarebbe potuto tornare nello spazio, il che consegna nelle mani di Booth un possibile movente da parte del suo allievo, che avrebbe perso l'occasione di volare. Interrogato, quest'ultimo, vuota il sacco: l'amico gli aveva confidato della cura e la moglie, presente anch'essa, lo aveva schiaffeggiato e spinto involontariamente contro le pale di un aereo acceso. Questo infatti significava niente missione per il marito che, in un secondo momento, avrebbe provveduto a fare sparire i resti, mancando però di poco l'oceano. Hodgins alla fine dell’episodio chiede ad Angela di sposarlo, ma lei rifiuta.
- Ascolti USA: telespettatori 10 560 000[33]
- Ascolti Italia: telespettatori 947 000 - share 10,91%[34]

## Ossa luminescenti
- Titolo originale: The Glowing Bones in the Old Stone House
- Diretto da: Caleb Deschanel
- Scritto da: Stephen Nathan

### Trama
All'interno di una casa abbandonata vi è il corpo di una giovane cuoca scomparsa, le cui ossa sono luminescenti; si pensa ad un avvelenamento da sostanze radioattive, ma lo staff del Jeffersonian arriva alla conclusione che si tratti di un batterio presente nel sushi che ha contaminato il sangue della vittima. Viene interrogato il cuoco di un noto locale e vengono confrontati i segni inferti sulla vittima con i coltelli: combacia solo un taglio su un dito, responsabile della contaminazione del batterio, ma si esclude che i coltelli sequestrati possano essere l'arma del delitto. Viene quindi chiamato in causa il marito della vittima, reo di avere stipulato un'assicurazione sulla vita milionaria alla giovane cuoca, ma la situazione si sblocca quando viene ritrovata l'auto della vittima con all'interno ancora viva la sua amica. Utilizzando le prove raccolte ed analizzando la dinamica infatti, è ora possibile giungere ad una conclusione. L'amica della giovane cuoca, venuta a conoscenza dei tradimenti del suo ragazzo con la vittima, ha inscenato la rapina ed ha compiuto l'omicidio; durante la colluttazione l'amica è restata ferita e, sfruttando i traumi subiti, ha inscenato di essere stata rinchiusa nel bagagliaio. In verità prima di farlo, ha spostato l'auto in un luogo dove potesse essere ritrovata facilmente, ma non tenendo conto della pioggia improvvisa che ha allontanato i civili nei paraggi; ha rischiato anch'essa di morire. Angela ed Hodgins, alla fine dell'episodio, decidono di sposarsi.
- Ascolti USA: telespettatori 10 230 000[35]
- Ascolti Italia: telespettatori 945 000 - share 11,39%[36]

## Solo per amore
- Titolo originale: Stargazer in a Puddle
- Diretto da: Tony Wharmby
- Scritto da: Hart Hanson

### Trama
Il corpo di una bambina con una rara malattia che induce all'invecchiamento precoce, viene ritrovato in una zona abbandonata, una sorta di palude. Le indagini di Booth si concentrano sull'assistente sociale segnalato dalla madre, reo di avere fatto il bagno alla piccola in circostanze poco chiare, uscendo dalle sue abituali mansioni; ma è chiaro agli occhi di Booth che l'uomo è innocente. Intanto il padre di Bones torna a farsi vivo e l'FBI faticherà non poco per arrestarlo: l'ironia della sorte vuole che il vice direttore ucciso qualche tempo prima gli avesse cancellato l'identità dal sistema, con lo scopo di farlo sparire. In questo modo, con l'identità cambiata da diversi anni, è impossibile fare un riscontro per identificarlo. Nel frattempo al Jeffersonian si lavora per cercare nuove tracce ed ecco la scintilla che permette di fare luce sul caso: vicino al cadavere sono stati ritrovati piccoli molluschi deceduti in seguito ad una overdose di un medicinale usato per curare l'AIDS, trasmesso dalla carne della vittima. La madre della piccola, malata di AIDS, diviene la principale indiziata e, dopo essere stata interrogata crolla e confessa: stava per morire e non voleva abbandonare questo mondo prima di sua figlia. Più tardi però i farmaci sperimentali che assumeva fecero effetto e quindi sopravvisse anche lei. Il padre di Bones viene arrestato da Booth grazie ad una prova custodita da diverso tempo e lui si lascia catturare per non abbandonare ancora una volta la figlia. Alla fine dell'episodio fervono i preparativi per il matrimonio di Jack ed Angela, dove Booth parteciperà come testimone e Bones come damigella d'onore; ancora una volta il fato fermerà però la cerimonia: Angela risulta già sposata da quattro anni. Imbarazzati dall'evento, decidono di comunicare agli invitati che c'è stato un imprevisto e di partire insieme, abbandonando la chiesa e scappando insieme, lasciano Booth e Brennan soli davanti all'altare.
- Ascolti USA: telespettatori 10 880 000[37]
- Ascolti Italia: telespettatori 837 000 - share 10,65%[38]